# Putrajaya
Putrajaya is een nieuwe stad en een federaal territorium en gemeente (perbadanan (corporation)) in Maleisië. Putrajaya is vanaf 1995 opgezet als administratief centrum voor het land om het overvolle Kuala Lumpur te ontlasten. De stad is vernoemd naar de voormalige premier Tunku Abdul Rahman Putra. In het Maleis staat Putra voor prins, en Jaya voor fantastisch of succes. De stad had in 2016 80.000 inwoners.

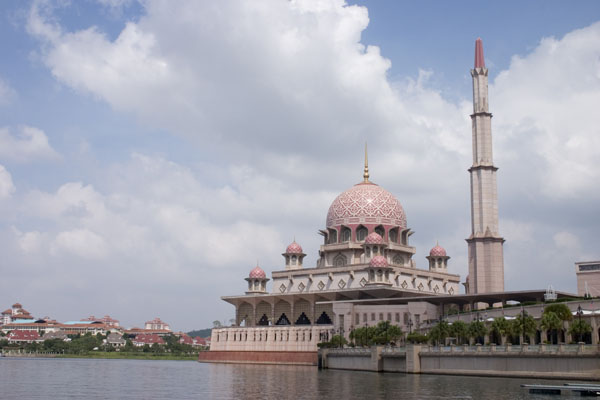
Putra Moskee bij het meer van Putrajaya